# شندوك ملكة جوسون
الملكة شندوك من عشيرة غانغ (بالهانغل: 신덕왕후 강씨 / بالهانجا: 神德王后 康氏 / ولدت في 12 يوليو 1356 وماتت في 15 سبتمبر 1396). هي زوجة الملك تايجو ملك جوسون الثانية. اسمها الفني هيونبي (بالهانغل: 현비 / 顯妃)، واسمها بعد الوفاة الملكة شنوون هيونغيونغ شندوك (بالهانغل: 순원현경신덕왕후 / بالهانجا: 順元顯敬神德王后).
الملكة هي ابنة غانغ يُن سونغ (بالهانغل: 강윤성 / بالهانجا: 康允成). كانت الملكة مستشارة سياسية للملك تايجو، واستطاعت التأثير بشكل كبير على مملكة جوسون.

## الأسرة
- الجد: غانغ سو (بالهانغل: 강서 / بالهانجا: 康庶).
- الجدة: جانغسو هوانغ (بالهانغل: 장수 황씨 / بالهانجا: 長水 黃氏).
  - الأب: غانغ ين سونغ (بالهانغل: 강윤성 / بالهانجا: 康允成).
  - الأم: غانغ جنجو (بالهانغل: 진주 강씨 / بالهانجا: 晉州 姜氏).
    - أخ: غانغ دك ريونغ (بالهانغل: 강득룡 / بالهانجا: 康得龍).
    - أخ: غانغ سن ريونغ (بالهانغل: 강순룡 / بالهانجا: 康舜龍).
    - أخ: غانغ يك وون (بالهانغل: 강유권 / بالهانجا: 康有權).
    - أخ : غانغ غي كوون (بالهانغل: 강계권 / بالهانجا: 康繼權).

### العائلة
- الحمو: الملك هوانجو (بالهانغل: 환조대왕 / بالهانجا: 桓祖大王).
- الحماة: الملكة ويهي من عشيرة تشوي (بالهانغل: 의혜왕후 최씨 / بالهانجا: 懿惠王后 崔氏).
  - الزوج: الملك تايجو (بالهانغل: 태조대왕 / بالهانغل: 太祖大王).
    - ابن: الأمير الكبير موان (بالهانغل: 무안대군 / بالهانغل: 撫安大君).
    - ابن: الأمير الكبير ويان (بالهانغل: 의안대군 / بالهانغل: 宜安大君).
    - ابنة: الأميرة الملكية غيونغسن (بالهانغل: 경순공주 / بالهانجا: 敬順公主).
    - ختن: الأمير هنغان (بالهانغل: 흥안군 / بالهانجا: 興安君) واسمه إي جي (بالهانغل: 이제 / وبالهانجا: 李濟).

## التصوير الحديث
ظهرت الملكة شندوك في العديد من المسلسلات التلفزيونية، حيث أدت الممثلة ها مي هي دورها في مسلسل دول مختلفة من قناة KBS وذلك في سنة 1883، كما أدت الممثة كم جونغ يون دورها في مسلسل ملك قصر تشدونغ من قناة MBC في نفس السنة. بين سنة 1996 وسنة 1998 قامت الممثلة كم يونغ ران بتجسيد شخصية الملكة في مسلسلٍ من KBS بعنوان دموع التنين. في 2012 قامت ين جو هي بتجسيد دور الملكة في مسلسل الرائي العظيم وهو من قناة SBS. في 2014 قامت الممثلة إي إل هي بتجسيد دور الملكة في مسلسل جونغ دو جون وهو من قناة KBS.